# Altes (geslacht)
Altes (ook: Korthals Altes en Meursing Korthals Altes) is een Nederlands patriciaatsgeslacht dat verscheidene bestuurders voortbracht.

## Geschiedenis
De geschiedenis van het geslacht Altes begint met Johann Peter Altess, "Gerichtsmann" te Löllbach in het huidige Duitsland. Zijn nazaat Johann Philipp Altes (1790-1875) werd graanhandelaar te Amsterdam. In 1950 werd de familie opgenomen in Nederland's Patriciaat.
Het wapen van het geslacht Altes is "In goud drie blauwe lelies (2-1) getopt met een valk van natuurlijke kleur met een gepluimd kapje op de kop. Helmteken: de valk van het schild. Dekkleden: goud en blauw."

## Enkele telgen
- Philipp Altes (1754-1811), grondeigenaar en "Gerichtsmann" te Löllbach; in 1778 gehuwd met Anna Elisabeth Studt (1758-1847)
  -  Johan Philipp Altes (1795-1875); trouwde in 1825 met Anthonia Korthals
    -  Jan Philip Korthals Altes (1827-1904), graanhandelaar en gemeenteraadslid te Amsterdam; in 1855 getrouwd met Maria ter Haar (1829-1895). Verkreeg bij KB van 7 maart 1861 naamswijziging tot Korthals Altes
      -  Johan Philip Korthals Altes (1858-1930), graanhandelaar te Amsterdam; in 1879 gehuwd met Catharina Fenna Charlotta van der Horst (1855-1947)
        -  Gerrit Korthals Altes (1881-1946), graanhandelaar te Amsterdam; in 1907 gehuwd met Klara Emeline Kronenberg
          -  Johan Cuno (ook: Koenraad) Korthals Altes (1907-1981), graanhandelaar; in 1938 gehuwd met Maria Catharina Bergendahl
            -  Gerrit Korthals Altes (1939-2020), theaterdirecteur van onder andere Toneelgroep Amsterdam

        -  Marinus Korthals Altes (1885-1914), assuradeur; in 1907 gehuwd met Theodora Adriana Wijnstroom (1882-1970)
          -  Jacobus Johannes Cornelis Korthals Altes (1909-1984), commandant 4e divisie mijnenvegers in Nederlands-Indië

      -  Marinus Korthals Altes (1863-1922), graanhandelaar te Amsterdam; in 1886 gehuwd met Ida Geertruida Meursing (1863-1922) 
        -  ir. Johan Philip Korthals Altes (1887-1945), scheikundige, directeur-ingenieur N.V. Phoenix-Brouwerij; 
        -  Wicher Meursing Korthals Altes (1894-1935), mede-directeur N.V. Phoenix-Brouwerij; verkreeg bij KB van 2 december 1895 de naamswijziging Meursing Korthals Altes

      -  mr. Everhardus Johannes Korthals Altes (1866-1924), advocaat en accountant; in 1892 getrouwd met Afina Theresia de Flines (1870-1945)
        -  mr. Jan Philip Korthals Altes (1894-1971), bankier en advocaat; in 1920 getrouwd met Geertruijd Ida van Linden Tol (1899-1963)
          -  mr. Everhardus Joannes (Edy) Korthals Altes (1924-2021), diplomaat
          -  Elisabeth Korthals Altes (1925-2000), ziekenhuisdirecteur
          -  Alison Korthals Altes, illustratrice en schilderes 

        -  mr. Everhardus Johannes Korthals Altes (1898-1981), advocaat en raadsheer in de Hoge Raad der Nederlanden; in 1925 getrouwd met Mary s'Jacob, later lid van het hoofdbestuur van de Vereniging Tesselschade
          -  mr. Frederik Korthals Altes (1931-2025), minister van Justitie, voorzitter van de Eerste Kamer en Minister van Staat

        -  mr. Regorus Korthals Altes (1904-1986), advocaat
          -  prof. mr. Alexander Korthals Altes (1931-1988), hoogleraar handelsrecht aan de Universiteit Utrecht
          -  mr. Everhardus Korthals Altes (1933-2015), landsadvocaat en vicepresident van de Hoge Raad der Nederlanden

      -  ir. Aleid Johannes Korthals Altes (1869-1932), werktuigbouwkundig ingenieur; in 1898 gehuwd met Petronella Cornelia Johanna Schuurman
        -  mr. Aleid Pieter Korthals Altes (1903-1984), burgemeester van Oosterhesselen, van Markelo en van Zeist

Geslachten die opgenomen zijn in het sinds 1910 verschijnende genealogische naslagwerk Nederland's Patriciaat. Lijst volgens opgave van het CBG Centrum voor familiegeschiedenis.
A · B · C · D · E · F · G · H · I · J · K · L · M · N · O · P · Q · R · S · T · U · V · W · Y · Z